# Prevalenza (fisica)
La prevalenza di una pompa in un circuito idraulico chiuso è una grandezza fisica che può essere definita come la differenza di altezza a cui la pompa è in grado di spingere l’acqua rispetto all’altezza da cui l’ha aspirata. Ad esempio, se una pompa aspira acqua da un certo livello di un serbatoio, e la spinge ad un livello più alto di 15 metri, allora la sua prevalenza è di H = 15 m.
La prevalenza viene misurata in metri di colonna d’acqua, ed è definita come la capacità di una pompa di elevare un certo quantitativo d'acqua ad una determinata altezza.
La prevalenza H della pompa è la somma di diverse variabili H=Hg+Y+Σi:
- prevalenza geodetica (Hg=Hm-Ha) cioè la differenza dei peli liberi del liquido nel serbatoio di mandata e in quello di aspirazione, con:
  - l'altezza geodetica di mandata Hm, cioè la differenza tra i livelli della superficie del bacino nel quale i liquido è pompato e dell'asse della pompa;
  - l'altezza geodetica di aspirazione Ha, che rappresenta la differenza di livello tra l'asse della pompa e la superficie del liquido da sollevare;
- le perdite di carico Y distribuite e che sono le perdite di energia causate dallo sfregamento del liquido lungo le pareti delle tubazioni (attrito viscoso);
- le perdite di carico localizzate Σi dovute alla presenza di restringimenti, curve, ecc.

Andando più nel dettaglio, la prevalenza, indicata solitamente con H, è il dislivello massimo di sollevamento che una pompa (ovvero una macchina operatrice che trasforma l'energia meccanica in energia idraulica) può complessivamente fare superare ad un fluido:
{\displaystyle h_{1}+{P_{1} \over \gamma }+{V_{1}^{2} \over {2g}}+H=h_{2}+{P_{2} \over \gamma }+{V_{2}^{2} \over {2g}}+\sum y}
La prevalenza si distingue in totale H(u), globale H(g) (quest'ultima può essere denominata geodetica se i due serbatoi A e B sono a pelo libero);H(u) è la variazione di carico totale tra ingresso e uscita dalla pompa. H(t) è la perdita di carico che si ha tra il serbatoio A e il serbatoio B posto a quota maggiore.
H(u) > H(t) in quanto quest'ultimo tiene conto del lavoro delle resistenze passive L(w).
La prevalenza è comunemente espressa in metri nel sistema tecnico mentre nel Sistema Internazionale si indica la pressione, espressa in Pascal, che corrisponde ad una colonna di fluido di altezza pari alla prevalenza.
La prevalenza è la pressione che una pompa riesce a dare ad un circuito e di conseguenza di vincere le perdite di carico e il dislivello.
La prevalenza di una pompa è anche definibile come l'energia per unità di massa fornita dalla pompa ad un fluido. La prevalenza così intesa ha la dimensione di una velocità elevata al quadrato, con la seguente equazione dimensionale:
{\displaystyle [H]=\left[{\frac {\mathrm {metri} ^{2}}{\mathrm {secondi} ^{2}}}\right]=[\Delta h]=[v^{2}]}.
Parlando di un fluido generico, per il calcolo del lavoro utile si parla di salto entalpico per unità di massa, che dimensionalmente è anch'esso una velocità elevata al quadrato.
Parlando in particolare di fluidi incomprimibili (liquidi), cioè di macchine idrauliche, si preferisce usare la prevalenza per il calcolo del lavoro utile e del rendimento.
In un circuito chiuso la prevalenza serve a vincere le perdite di carico del circuito dovute all'attrito.